# Расинг 92
«Расинг 92» (фр. Racing 92) — французский регбийный клуб из Нантера (департамент О-де-Сен, пригород Парижа), выступающий в высшем дивизионе национального чемпионата. С 2017 года домашней ареной команды является крытый многофункциональный стадион «Пари-Ла-Дефанс Арена». Клуб в современном виде появился в 2001 году в результате слияния команд Racing Club de France, регбийная секция которой основана в 1890 году, и US Métro. Число «92» — номер департамента О-де-Сен. Совет департамента оказывает клубу финансовую поддержку. Команда играет в Топ 14 с 2009 года.

## История
Спортивный атлетический клуб Racing Club («Расинь Клёб») был создан в 1882 году — клуб стал одной из первых организаций такого рода во Франции. Спустя три года, в 1885 году, команда получила название Racing Club de France. Сообщество клуба постепенно открывало для себя всё новые виды спорта, регбийная секция появилась в 1890 году. Вскоре, с проведением первых сезонов чемпионата Франции, команда заявила о себе как об одной из сильнейших в Париже, поскольку до 1898 года в чемпионате принимали участие только столичные клубы. 20 марта 1892 года состоялся первый розыгрыш французского первенства, в рамках которого был проведён лишь один финальный матч. В парижском Багатей встретились «Расинг» и «Стад Франсе», главным же арбитром матча выступил Пьер де Кубертен, будущий основатель и председатель Международного олимпийского комитета. «Расинг» выиграл со счётом 4:3. Победители получили приз «щит Бреннуса» (фр. Bouclier de Brennus), который вручается чемпионам Франции и поныне.
Через год команды вновь встретились в финальной игре. Спортсменам «Стад Франсе» удалось взять реванш (7:3) и в следующих сезонах игроки этой команды доминировали в чемпионате. «Расинг» снова стал участником решающего матча только в 1898 году. Игрокам опять пришлось соперничать с противниками из «Стад Франсе», но теперь победа досталась первым чемпионам Франции. При этом титул вручался по итогам небольшого кругового первенства, в котором сыграли шесть клубов. В итоге «Стад» стал первым с десятью очками, а «Расинг» — вторым с шестью.
В 1900 году «Расинг» играл в финале с командой «Стад Бордле» из Бордо. Иногородние команды стали бороться за титул наравне с парижанами с 1899 года, однако жирондинцам не хватало опыта, и столичный коллектив легко выиграл со счётом 37:7. В финале 1902 года соперники встретились вновь, и вновь выиграли парижане, преимущество которых было уже не столь очевидным (6:0). Очередного финала игроки «Расинга» ждали десять лет. 31 марта 1912 года команда встретилась с оппонентами из Тулузы на территории соперника. Хозяева выиграли со счётом 8:6.
В годы Первой мировой войны вместо французского чемпионата проводился турнир «Куп де Л’Эсперанс». «Расинг» выиграл первенство в 1918 году, обыграв «Гренобль» (22:9). С 1920 года проведение национального состязания возобновилось. Клуб вышел в первый послевоенный финал (впервые с 1912 года), где проиграл пиренейской команде «Тарб» со счётом 3:8.
«Расинг» не выигрывал чемпионат ещё долгие годы. В 1931 году сообщество клуба учредило турнир «Шалёнж Ив дю Мануа». Команда вновь сыграла в финале чемпионата только в 1950 году, спустя тридцать лет. Апрельский матч в Тулузе завершился победой «Кастра» (11:8). В сезоне 1952 года команда стала финалистом «Шалёнж». Аналогичный для «Расинга» исход имел место и в 1957 году, когда парижане проиграли «Лурду» 13:16. Лишь через два сезона, в 1959, «Расинг» получил главный трофей чемпионата, обыграв «Стад Монтуа» на «Парк Лескюр» в Бордо (8:3).
Новый шанс взять титул выпал команде в 1987 году, когда столичные регбисты встретились с «Тулоном» на стадионе «Парк де Пренс». Несмотря на почти домашние условия, «Расинг» проиграл со счётом 12:15. Впрочем, через три сезона, в 1990 году, клуб сумел стать чемпионом ещё раз. Небесно-белые обыграли «Ажен» (22:12). Возвращение щита Бреннуса в коллекцию клуба заняло более трёх десятилетий.
Затем, в 1990-х годах в мировое регби стали внедряться принципы профессионального спорта. Обладавший богатыми традициями «Расинг» не смог адаптироваться к новым правилам игры, и команда начала регрессировать. По итогам сезона 1995/96 клуб выбыл из числа сильнейших и продолжил выступления во Втором дивизионе. Возвращение в элиту состоялось в 1998 году, однако уже через два года парижане снова покинули высшую лигу. После этого команда находилась вне ведущих сражений в течение почти десяти лет. В 2001 году регбийная секция «Расинга» покинула большой спортивный клуб и предприняла попытку объедиения с командой US Métro, которая представляла систему общественного транспорта Парижа. Именно тогда клуб обрёл современный статус, и с тех пор команда называется «Расинг Метро 92». При этом и Racing Club de France, и US Métro продолжают поддерживать любительские регбийные секции в своих клубах.
Главой «Расинг Метро» является Жаки Лорензетти, который также руководит крупным агентством недвижимости Foncia. Лорензетти приступил к обязанностям в 2006 году. Тогда новый президент поставил перед клубом цель возвращения в высший дивизион к 2008 году и попадание в число участников кубка Хейнекен к 2011. Команда задержала выполнение внутренней задачи на один год, однако приняла участие в европейском состязании уже в сезоне 2010/11.
С 2003 года «Шалёнж Ив дю Мануа» проводится в качестве соревнования для юных регбистов, чем возраст не превышает 15 лет. 76 игроков «Расинга» играли за сборную Франции, 12 из которых стали капитанами «синих». Единственный клуб, опережающий парижан по этому показателю, — «Тулуза», на счету которой почти 100 воспитанников международного класса. Трое представителей «Расинга» играли в первом матче французской команды 1 января 1906 года против «Олл Блэкс».

## Имидж клуба
Период зарождения спортивных клубов во Франции подогревался энтузиазмом преимущественно состоятельных людей. «Расинг» стал воплощением элитарного атлетического клуба. Собрания клуба проводились в самом сердце Булонского леса, в богатой западной части Парижа. Предполагается, что «Расинг», о чём свидетельствует и название организации, создавался по образцу модных английских клубов, руководствовавшихся принципом «В здоровом теле — здоровый дух» (mens sana in corpore sano). Многие из резидентов клуба имели аристократическое происхождение, и в первом финале чемпионате приняли участие четыре представителя дворянства. Несмотря на то, что в данный момент среди игроков «Расинга» аристократов значительно меньше, процедура вступления в клуб крайне сложна.
«Расинг» всегда стоял на защите любительского духа регби и спорта в целом. Возможно, именно это и стало причиной затруднений команды в период перехода игры на профессиональную основу. Идеалу любительской игры соответствовала концепция «Шалёнж Ив дю Мануа» le jeu pour le jeu («игра ради удовольствия от игры»), который появился на стыке 1920-х и 1930-х годов, когда во французском регби торжествовали насилие и возрастающий профессиональный характер взаимодействий с игроками.
В последней четверти XX века группа игроков воплощала исконные принципы «Расинга» уже в новых условиях. Тем не менее, попытки выражения клубной традиции нередко принимали довольно эксцентричный характер. В 1987 году в матче с «Байонной» некоторые регбисты «Расинга» носили береты. Игроки демонстрировали любовь к ночной жизни, что порой подвергалось критике. Период перерождения духа «Расинга» завершился в конце 1990-х годов, когда его инициаторы покинули клуб. Ныне, под руководством Лорензетти, стратегия «Расинга» заключается в построении команды, которая объединила бы молодые французские таланты и громкие зарубежные имена. Президент постепенно создаёт условия для самоокупаемости клуба. В конце 2017 года открылся новый домашний стадион команды «У Арена», который также будет использоваться для проведения крупных концертов.

## Достижения
- Топ 14
  - Чемпион: 1892, 1900, 1902, 1959, 1990, 2016
  - Финалист: 1893, 1912, 1920, 1950, 1957, 1987
- Второй дивизион
  - Победитель: 1998, 2009
- Шалёнж Ив дю Мануа
  - Финалист: 1952
  - Победитель (игроки не старше 15 лет): 2005
- Куп де Л’Эсперанс
  - Победитель: 1918
- Шалёнж Резерфорд
  - Финалист: 1952
- Кубок Франца Рейшеля
  - Победитель: 1954, 1958, 1959, 1961, 1962, 1963, 1964, 1970, 1975, 1978, 1984, 1987
- Кубок европейских чемпионов
  - Финалист: 2016, 2018, 2020

### Финальные матчи
| Дата              | Победитель    | Финалист      | Счёт       | Стадион                    | Зрители |
| 20 марта 1892 г.  | «Расинг»      | «Стад Франсе» | 4:3        | «Багатей», Париж           | 2 000   |
| 19 мая 1893 г.    | «Стад Франсе» | «Расинг»      | 7:3        | «Бекон-ле-Брюйер»          | 1 200   |
| 22 апреля 1900 г. | «Расинг»      | «Стад Бордле» | 37:3       | «Леваллуа-Перре»           | 1 500   |
| 23 марта 1902 г.  | «Расинг»      | «Стад Бордле» | 6:0        | «Парк де Пренс», Париж     | 1 000   |
| 31 марта 1912 г.  | «Тулуза»      | «Расинг»      | 8:6        | «Стад де Пон Жюмо», Тулуза | 15 000  |
| 25 апреля 1920 г. | «Тарб»        | «Расинг»      | 8:3        | «Ру дю Медок», Ле-Буска    | 20 000  |
| 16 апреля 1950 г. | «Кастр»       | «Расинг»      | 11:8       | «Стад де Пон Жюмо», Тулуза | 25 000  |
| 26 мая 1957 г.    | «Лурд»        | «Расинг»      | 16:13      | «Стад де Жерлан», Лион     | 30 000  |
| 24 мая 1959 г.    | «Расинг»      | «Стад Монтуа» | 8:3        | «Парк Лескюр», Бордо       | 31 098  |
| 22 мая 1987 г.    | «Тулон»       | «Расинг»      | 15:12      | «Парк де Пренс», Париж     | 48 000  |
| 26 мая 1990 г.    | «Расинг»      | «Ажен»        | 22:12 (ОТ) | «Парк де Пренс», Париж     | 45 069  |
| 24 июня 2016 г.   | «Расинг»      | «Тулон»       | 29:21      | «Камп Ноу», Барселона      | 99 124  |

## Игроки

### Текущий состав
Заявка на сезон Топ-14 2018/2019. Жирным выделены игроки, заигранные за национальные сборные.

### Известные игроки
- Ник Берри
- Бретт Госпер
- Олли Баркли[англ.]
- Дэн Скарброу[англ.]
- Патрисио Альбасете[англ.]
- Альваро Галиндо[англ.]
- Хуан Имхофф[англ.]
- Мануэль Карисса[англ.]
- Хуан Пабло Орланди[англ.]
- Агустин Пишот
- Хуан Мартин Эрнандес[англ.]
- Василий Каковин[англ.]
- Мамука Маграквелидзе[англ.]
- Давид Хинчагишвили[англ.]
- Георгий Чхаидзе[англ.]
- Саймон Зебо
- Майкл Кэрролл
- Доннака Райан[англ.]
- Джонатан Секстон[англ.]
- Джеймс Харт
- Антонио Бельтран[исп.]
- Мирко Бергамаско
- Сантьяго Деллапе[англ.]
- Мартин Кастроджованни[англ.]
- Андреа Ло Чичеро[англ.]
- Андреа Мази[англ.]
- Карло Фестучча[англ.]
- Оливье Диоманд
- Доминик Бёрд[англ.]
- Дэн Картер
- Кейси Лаулала[англ.]
- Джонни Лео’о[англ.]
- Крис Масоэ[англ.]
- Эндрю Мертенс[англ.]
- Джо Рокококо
- Энтони Туитаваке
- Эли Уильямс
- Брент Уорд[англ.]
- Карлос де Кандамо[англ.]
- Габриэль Брезояну
- Тудор Константин
- Рэзван Мавродин[англ.]
- Адриан Моцок[англ.]
- Алин Петраке[англ.]
- Лучан Сырбу
- Эугениу Штефан
- Вилиаму Афатия
- Сефулу Гаугау
- Сенсас Джонстон[англ.]
- Мани Вакалоа
- Эпи Таионе
- Бен Тамеифуна
- Соане Тонга’уиха[англ.]
- Дэн Лидиэт
- Джейми Робертс[англ.]
- Майк Филлипс[англ.]
- Люк Чартерис
- Сирели Бобо
- Бен Волавола
- Альберт Вуливули
- Джош Матавеси
- Сакиуса Матадиго[англ.]
- Леоне Накарава
- Джоне Нгову[англ.]
- Саймон Раивалуи[англ.]
- Владимир Аитофф
- Жео Андре
- Марк Андрё[англ.]
- Ги Баске
- Антуан Баттю
- Луи Беге[англ.]
- Эдди Бен Ару[англ.]
- Лоран Бенезеш[англ.]
- Леон Бинош
- Матьё Блан[англ.]
- Эрик Бонневаль[англ.]
- Франсуа Борд[англ.]
- Жюльен Бруньо[англ.]
- Рене Будро[англ.]
- Адольф Буске[англ.]
- Гийом Буссе[англ.]
- Марсель Бюрген[англ.]
- Вирими Вакатава[англ.]
- Людовик Вальбон[англ.]
- Хачик Вартанов
- Жонатан Висневски[англ.]
- Пьер Гийемен[англ.]
- Шарль Гондуан
- Бенжамин Дамбьель
- Поль Декамп[англ.]
- Жан-Фредерик Дюбуа
- Тибо Дюбари
- Люк Дюкалькон
- Брис Дюлен[англ.]
- Александр Дюмулен[англ.]
- Николя Дюран[англ.]
- Жан-Пьер Жене[фр.]
- Анри Жиро
- Адольф Жореги[англ.]
- Лоран Кабанн[англ.]
- Фернан Казенав[англ.]
- Адольф Клингельхёфер[англ.]
- Жан Колля
- Патрис Колласо[англ.]
- Рене Крабо[англ.]
- Мишель Крост[англ.]
- Жан-Батист Лафон[англ.]
- Гастон Лан[англ.]
- Фабрис Ландро[англ.]
- Бернар Ле Ру[англ.]
- Юбер Лефебр
- Тома Ломбар[англ.]
- Венцеслас Лоре[англ.]
- Виржиль Лякомб
- Ив дю Мануа[англ.]
- Жеральд Мартинес[англ.]
- Максим Машено[англ.]
- Франк Менель[англ.]
- Оливье Миссуп[англ.]
- Лионель Налле[англ.]
- Бенжамен Нуаро[англ.]
- Янник Ньянга[англ.]
- Александр Одебер[англ.]
- Давид Ораду
- Робер Папаремборд[англ.]
- Этьен Пикираль[англ.]
- Адриен Планте[англ.]
- Ален Порто[англ.]
- Франц Райхель
- Жан-Пьер Рив[англ.]
- Андре Рузвельт
- Эмиль Саррад
- Лоран Семпере[англ.]
- Жюльен Сабад[англ.]
- Реми Тале[англ.]
- Тедди Тома[англ.]
- Франк Турнер[англ.]
- Микаэле Туугахала[англ.]
- Жером Тьон
- Бенжамен Фалль[англ.]
- Александр Фарамон
- Жером Фийоль[англ.]
- Камиль Ша[англ.]
- Себастьен Шабаль
- Анри Шаванси[англ.]
- Дмитрий Шажевский
- Дени Шарве[англ.]
- Андре Шило[англ.]
- Фабрис Эстебанес[англ.]
- Финн Расселл
- Крейг Смит
- Джейми Блум
- Йохан Госен[англ.]
- Гербрандт Гроблер[англ.]
- Жак Кронье
- Хуандре Крюгер[англ.]
- Патрик Лэмби[англ.]
- Франсуа ван дер Мерве[англ.]
- Брайан Муджати
- Шон Робинсон
- Франсуа Стейн

## Руководство
- Президент: Жаки Лорензетти
- Тренер нападающих: Лоран Травер
- Тренер защитников: Лоран Лаби[англ.]
- Помощник тренера: Кейси Лаулала[англ.]
- Помощник тренера: Крис Масоэ[англ.]
- Помощник тренера: Патрисио Нориега[англ.]